# Wspólnota administracyjna Helmstadt
Wspólnota administracyjna Helmstadt – wspólnota administracyjna (niem. Verwaltungsgemeinschaft) w Niemczech, w kraju związkowym Bawaria, w rejencji Dolna Frankonia, w regionie Würzburg, w powiecie Würzburg. Siedziba wspólnoty znajduje się w miejscowości Helmstadt. Przewodniczącym jej jest Klaus Beck.
Wspólnota administracyjna zrzesza dwie gminy targowe (Markt) oraz dwie gminy wiejskie (Gemeinde): 
- Helmstadt, gmina targowa, 2 570 mieszkańców, 22,80 km²
- Holzkirchen, 930 mieszkańców, 8,42 km²
- Remlingen, gmina targowa, 1 477 mieszkańców, 20,44 km²
- Uettingen, 1 902 mieszkańców, 13,52 km²